# Nguyễn Phúc Bảo Ân
Nguyễn Phúc Bảo Ân (sinh ngày 3 tháng 11 năm 1951) là con trai út của Cựu hoàng Bảo Đại, hiện đang sống tại Westminster, California, Hoa Kỳ. Ông là con trai của bà Phi Ánh, người vợ không hôn thú của cựu hoàng Bảo Đại trong thời gian ở Đà Lạt. Bà Phi Ánh có 2 người con với cựu hoàng. Ông là con trai cuối cùng còn sống của Bảo Đại. Ông đã trở thành người đứng đầu của hoàng tộc nhà Nguyễn sau cái chết của anh trai cùng cha khác mẹ của mình là hoàng tử Bảo Thăng qua đời vào ngày 15 tháng 3 năm 2017.

## Tiểu sử
Nguyễn Phúc Bảo Ân sinh năm 1951 tại Đà Lạt. Năm 1953, khi Cựu hoàng sang Pháp, bà Phi Ánh đem 2 con về sinh sống trong một biệt thự trên đường Phùng Khắc Khoan tại Sài Gòn. Ông theo học trường Saint Paul rồi Taberd.
Năm 1955, Thủ tướng Ngô Đình Diệm lập ủy ban trưng cầu dân ý truất phế Quốc Trưởng Bảo Đại, và trở thành Quốc trưởng. Sau ngày đó, nhiều biệt thự ở Sài Gòn, Đà Lạt và Pháp của bà Phi Ánh đều bị tịch thu, bà và người nhà phải ra khỏi nhà sống nay đây mai đó, ở nhà thuê.
Tên thật của ông do bà Từ Cung đặt cho ông khi mới sinh ra đời là Bảo Khương. Để giữ bí mật, khi làm lại giấy khai sinh, ông đã đổi tên Bảo Ân và lấy họ mẹ.
Sau đó bà Phi Ánh và 2 người con sống rất vất vả, vào cảnh không nhà lại chẳng ai cho ở nhờ, bà đành phải đi bước nữa bà lấy ông này chỉ vì lo cho 2 người con bà, bà đến với ông này không có hạnh phúc và 2 anh em Bảo Ân và Phương Minh không ưa gì ông này. Bà Từ Cung Hoàng thái hậu đem Bảo Ân về Huế ăn học. Tại Huế, ông Bảo Ân theo học tại trường Thiên Hựu (Providence) do các linh mục quản nhiệm. Sau thời gian ở Huế, Bảo Ân trở lên Đà Lạt rồi về Sài Gòn. Năm 1970, khi 19 tuổi, ông vào quân trường Quang Trung, tham gia quân lực Việt Nam Cộng hòa.
Vào sự kiện 30 tháng 4 năm 1975, ông Bảo Ân là sinh viên năm thứ 2 phân khoa Thương mại tại Viện Đại học Vạn Hạnh, Sài Gòn.
Sau năm 1975, ông Bảo Ân cùng gia đình, sau nhiều lần vượt biên không thành, sống tại thành phố Hồ Chí Minh cho đến 1992 mới được gia đình bên vợ bảo lãnh sang Hoa Kỳ. Thời gian ở Sài gòn này ông sống khá vất vả, kiếm tiền ở chợ trời bằng bỏ mối hàng.
Năm 1978, người chồng sau của bà Phi Ánh vượt biên sang Hoa Kỳ thành công, gửi giấy bảo lãnh về, nhưng lúc ấy Bảo Ân đã có gia đình, không đủ điều kiện ra đi. Trong khi chờ đợi đi Hoa Kỳ, bà Phi Ánh mắc bệnh ung thư và qua đời năm 1984.
Năm 1985, bà Nguyễn Phúc Phương Minh (1949-2012), chị gái ông, và các con riêng của bà Phi Ánh đi định cư ở Hoa Kỳ.
Mãi đến năm 1992, gia đình ông Bảo Ân được gia đình bên vợ bảo lãnh sang Hoa Kỳ và định cư tại quận Cam, California từ đó đến nay. Những năm đầu tiên, Bảo Ân phải ngồi shop may suốt ngày, ông làm trong một hãng in áo T-shirt và về sau sang làm cho một hãng Nhật chuyên sản xuất CD tại Garden Grove, California. Ông cũng có quan hệ rất tốt với thứ phi Mộng Điệp, 2 người vẫn thường xuyên liên lạc thư từ thăm hỏi nhau và xem như mẹ con.
Con trai Bảo Ân, cháu nội của cựu hoàng Bảo Đại, Nguyễn Phúc Quý Khang tốt nghiệp đại học California tại Irvine về ngành thương mại và hiện làm cho một công ty ngoại quốc ở thành phố Hồ Chí Minh.

## Gia đình
Khi còn ở Việt Nam ông lấy một người vợ tên là Lê Kim Liên, sau khi lấy chồng bà theo họ chồng đổi tên là Nguyễn Phúc Lê Liên, 2 người sống với nhau đến bây giờ, 2 người có 2 người con ,1 gái 1 trai.Con gái là Nguyễn Phước Thụy Sĩ sinh năm 1976 và con trai là Nguyễn Phước Quý Khang sinh năm 1977. Như vậy, Nguyễn Phước Quý Khang là cháu đích tôn của Cựu Hoàng Bảo Ðại.Và sau này chắt của ngài(Hoàng Bảo Đại) là một cặp trai song sinh có tên là Nguyễn Phước Ðịnh Lai, Nguyễn Phước Ðịnh Luân ra đời năm 2012.( Cặp trai song sinh Nguyễn Phước Định Lai và Nguyễn Phước Định Luân là con trai của Nguyễn Phước Quý Khang) 
1. Con gái Nguyễn Phúc Thụy Sĩ (sinh ngày 6 tháng 6, năm 1977), hiện đang làm kiến trúc sư và còn độc thân tại Hoa Kỳ. 
2. Con trai Nguyễn Phúc Quý Khang (sinh ngày 21 tháng 7, năm 1978) lấy vợ tên Bùi Kim Thoa có 2 người con trai song sinh là Nguyễn Phúc Định Lai và Nguyễn Phúc Định Luân (sinh đôi ngày 27 tháng 2 năm 2012).